# Hans Dreier
Hans Dreier (Bremen, 21 de agosto de 1885 — Bernardsville, 24 de outubro de 1966) foi um diretor de arte estadunidense. Venceu o Oscar de melhor direção de arte em três ocasiões: por Frenchman's Creek, Sunset Boulevard e Samson and Delilah.